# Moustéru
Moustéru (tiếng Breton: Mousteruz) là một xã của tỉnh Côtes-d’Armor, thuộc vùng Bretagne, tây bắc Pháp.

## Dân số
Người dân ở Moustéru được gọi là Moustérusiens.